# 猛必乡
猛必乡，是中华人民共和国湖南省湘西土家族苗族自治州龙山县下辖的一个乡镇级行政单位。

## 行政区划
猛必乡下辖以下地区：
猛必村、上游村、西壁村、车塔村、车拉坪村和红旗村。